# LORAN (ロックバンド)
LORAN（ローラン）は、日本のロックバンド。広島県出身。1990年3月デビュー。

## 略歴
- 1990年3月25日、FUN HOUSEより1stシングル「相棒」でデビュー[1]。
- 1991年、年間200本近いライブツアーを行い、オーストラリアへも進出[1]。
- 1995年6月活動休止[1]。
- 1999年、一夜限りの復活ライブを行う。
- 2002年、ワンマンライブを行い、Maxiシングル「12×4」をリリース。
- 2006年、新曲「ROCK'N ROLL FREEDOM」収録のセルフカバーアルバム『THE LORAN』をリリースし、本格再始動[1]。
- 2015年、25周年記念シングル「相棒〜25年目の約束〜」「WOMAN POWER」「悪魔のG7」を3か月連続で配信リリース[1]。
- 2016年、広島、名古屋、大阪、東京をめぐる「25×4ツアー」を敢行[1]。

## メンバー
- Vocal - YASS（1965年9月2日 - 2024年5月21日、58歳没）[2]
- Guitar - HITOSHI（1966年1月21日 - 、59歳）
- Bass - TOMI（1962年2月21日 - 、63歳）
- Drums - NAO（1963年7月7日 - 、61歳）

## 楽曲

### シングル
- 1990年3月25日 - 「相棒」[1]
- 1990年7月1日 - 「夜が短かすぎて（AIR PLAY MIX）」
- 1991年2月1日 - 「LADY JANE」
- 1992年2月1日 - 「もう一度伝えたい」
- 1992年3月25日 - 「愛が生まれ変わる朝に」
- 1992年6月25日 - 「真実の詩（Power Play Mix）」
- 1992年10月1日 - 「明日が輝く場所へ」
- 1993年3月1日 - 「Believe Myself～遠く離れた街で」
- 1993年7月25日 - 「希望のドア」
- 1993年11月26日 - 「20時のベル」
- 1994年3月2日 - 「MOTHER」
- 1995年2月25日 - 「夕暮れの二人」[1]
- 2002年8月25日 - 「12×4」（マキシシングル）
- 2015年3月25日 - 「相棒〜25年目の約束〜」[1]（配信）
- 2015年4月25日 - 「WOMAN POWER」[1]（配信）
- 2015年5月25日 - 「悪魔のG7」[1]（配信）
- 2018年11月17日 - 「決してやまない風-ELectro Rock mix-」[1]（配信）
- 2023年4月5日 - 「愚か者のブルース」（配信）

### アルバム
- 1990年4月25日 - 『BODY BLOW』[1]
- 1991年3月1日 - 『LOVE&HATE』[1]
- 1992年4月25日 - 『あふれる想いを』[1]
- 1992年10月28日 - 『憧れの彼方』[1]
- 1993年5月26日 - 『PASSAGE』（ミニアルバム）[1]
- 1994年3月24日 - 『MOTHER』[1]
- 2006年12月24日 - 『THE LORAN』[1]
- 2010年4月18日 - 『やまない風』[1]

## タイアップ一覧
| 使用年 | 曲名               | タイアップ                                              | 初出作品                     |
| ------ | ------------------ | ------------------------------------------------------- | ---------------------------- |
| 1992年 | もう一度伝えたい   | 広島県赤十字血液センター 献血キャンペーンソング         | シングル「もう一度伝えたい」 |
| 1992年 | 明日が輝く場所へ   | Victoria イメージソング                                 | シングル「明日が輝く場所へ」 |
| 1993年 | 強くなりたい       | 広島県赤十字血液センター “20歳の献血”キャンペーンソング | シングル「Believe Myself」   |
| 1993年 | あの夏のFairy      | NTT DOCOMO ムーバ&ポケットベルCMソング                  | ミニアルバム『PASSAGE』      |
| 1995年 | WA KA KA           | 中国醸造 缶チューハイ CAN PAIR（カンペア） CMソング     | シングル「夕暮れの二人」     |
| 2014年 | ストリッパー       | テレビ映画『浮気なストリッパー』主題歌                  | -                            |
| 2015年 | 浮気なストリッパー | 劇場映画『浮気なストリッパー』主題歌                    | -                            |
| 2017年 | LET IT DIE         | PlayStation 4用ソフト『LET IT DIE』楽曲コラボソング     | -                            |